# Jeff Noon
Jeff Noon (Droylsden, 1957) è uno scrittore e sceneggiatore britannico, vincitore del Premio Arthur C. Clarke nel 1994 e del Premio John Wood Campbell per il miglior nuovo scrittore nel 1995 con il romanzo distopico Le piume di Vurt (Vurt).

## Biografia
Nato nel 1957 a Droylsden, cittadina della contea della Greater Manchester, dopo gli studi all'Università di Manchester, muove i primi passi nella scena punk inglese e nelle arti visive, prima di scrivere commedie teatrali. Dietro suggerimento di un amico inizia a lavorare su quello che diventerà il suo esordio Le piume di Vurt, primo capitolo di una quadrilogia fantascientifica  comprendente anche Polline, Alice nel paese dei numeri (ideale seguito del capolavoro di Lewis Carroll) e Nymphomation. Le sue opere sfuggono a semplicistiche etichette di genere e si collocano, a detta dello stesso autore, in un territorio post-pulp e Avantpop.

## Opere

### Romanzi
- 1993 Le piume di Vurt (Vurt), Milano, Frassinelli, 1995, traduzione di Maria Teresa Marenco[2]
- 1995 Polline (Pollen), Milano, Frassinelli, 1996, traduzione di Maria Teresa Marenco[3]
- 1996 Alice nel paese dei numeri (Automated Alice), Milano, Frassinelli, 1999, traduzione di Maria Teresa Marenco[4]
- 1997 Nymphomation
- 2000 Needle in the Groove
- 2002 Falling Out of Cars[5]
- 2012 Channel SK1N
- 2017 A Man of Shadows

### Racconti
- 1998 Pixel Juice
- 2001 Cobralingus
- 2002 Mappalujo scritto con Steve Beard
- 2008 217 Babel Street scritto con Susanna Jones, Alison MacLeod e William Shaw

### Opere teatrali
- 1986 Woundings
- 2000 Vurt - The Theatre Remix
- 2001 Somewhere The Shadow
- 2003 The Modernists

### Sceneggiature
- 1998 Woundings - La guerra nei corpi (Woundings) regia di Roberta Hanley

### Album
- 2000 Needle in the Groove (con David Toop)